# 잉글랜드 축구 협회
축구 협회(영어: The Football Association 더 풋볼 어소시에이션[*]; The FA)는 잉글랜드와 왕실령인 채널 제도, 맨섬의 축구 협회이다. 축구의 규칙 변경 권한을 가진 IFAB의 회원국이다.

## 개요
잉글랜드 축구 협회(The FA)는 베르윅 레인저스를 제외한 잉글랜드와 웨일스의 모든 프로 클럽을 관리하고 있다. 유럽 축구 연맹과 국제 축구 연맹의 회원이며 국제 축구 평의회의 의석을 영구하게 유지하고 있다. 다른 국가의 축구 협회들과는 달리 그 이름에 국가의 이름을 취하지 않는다.
잉글랜드의 모든 프로 축구 클럽이 협회의 회원이다. 협회는 잉글랜드의 남성과 여성 국가대표팀의 감독을 임명하고 FA 컵(잉글랜드에서 가장 명성이 높은 컵 대회)을 조직할 책임이 있다. 비록 국가의 최상위 리그인 프리미어리그를 직접 하루하루 운영하지는 않지만, 리그의 회장과 전무이사의 임명에 대한 거부권이 있고 리그의 규칙을 마음대로 바꿀 수도 있다. 풋볼 리그를 구성하는 챔피언십리그와 리그 원, 리그 투는 협회가 직접 관리한다.
경기는 FA에 가입된 43개 주 축구 협회이라 불리는 지역적인 협회들이 통제하는데, 지역의 협회는 그 지역의 축구 활동을 조직하고 운영할 책임도 있다. 저지섬과 건지섬, 맨섬의 축구 협회는 카운티 풋볼 어소시에이션으로서 구성되어 있다. 리그들의 계층 구조는 경기 구석구석에 영향을 미치며, 각 협회들은 멤버십, 시설, 등록 등 그들의 활동에 대한 관리 책임을 가진다.

## 역사
1863년 10월 26일 런던 그레이트 퀸 스트리트에서 프리메이슨스 테이번이라는 선술집에서 축구 협회의 첫 모임이 있기 전까지는 축구 경기에 대해 널리 인정받는 규칙이 없었다. 1848년 케임브리지 규칙으로 알려진 규칙들이 케임브리지 대학의 회원들에 의해 궁리되고 퍼지면서 한동안 사용되어왔는데, 이는 FA의 규칙을 이루는 기본 틀로 사용되었다. 다른 규칙인 셰필드 규칙은 1850년대 이래로 잉글랜드 북부에 있는 다수의 클럽이 사용해왔는데, 이 역시 FA의 규칙에 포함되었다.
첫 모임에서 모습을 드러낸 창립 회원들은 반즈 클럽, 시빌 서비스 FC, 크루세이더즈, 포레스트 오브 레이톤스톤(후에 원더러스 FC가 됨), 노 네임스 클럽, 크리스털 팰리스 FC, 블랙히스 럭비 클럽, 켄싱튼 스쿨, 퍼시발 하우스 (블랙히스), 서비튼, 그리고 블랙히스 사립 학교였다. 차터하우스 스쿨은 그들의 주장인 B. F. 하트숀을 보냈지만 가입 권유를 거절했다. 이 클럽들의 다수는 현재 없어졌거나 럭비 유니온에서 경기를 한다.
FA의 창립과 현대 축구의 등장의 중심에는 에브니저 코브 몰리가 있었다. 그는 1862년 FA의 창립 회원이었고, 1863년에는 모틀레이크를 기반으로 한 클럽의 주장이었다. 그는 축구의 관리 조직을 제안하기 위해 《벨스 라이프》(Bell's Life)라는 신문에 글을 썼는데 그것이 프리메이슨스 테이번에서의 모임으로 이어져 협회를 만들게 된 것이다. 그는 협회의 첫 의장을 맡았고(1863년부터 1866년까지) 그의 집인 반즈에서 경기를 치르는 방법을 결정한 경기의 법칙(Laws of the Game)의 밑그림을 그렸다. 선수로서 그는 1863년 첫 경기에 참가했다.
규칙의 첫 개정은 10월에서 12월까지 선술집에서 가진 여섯 차례의 모임을 통해 이루어졌다. 마지막 모임에서 협회의 첫 회계 담당자이자 블랙 히스를 대표해 나왔던 프란시스 모드 캠벨이 이전의 모임에서 두 규칙을 빼버린 것을 이유로 그의 클럽을 협회에서 빼 버렸다. 그 규칙 중 하나는 공을 손으로 들고 달리는 것을 허용하는 것이었고, 다른 하나는 상대방의 정강이를 차기나 발 걸기, 잡기로 차단할 수 있게 하는 것이었다. 잉글랜드의 다른 럭비 클럽들은 이를 따랐고 1871년에 럭비 풋볼 유니온을 결성해 FA를 대신해서 가입한다. 이 때 "사커"(soccer)라는 말은 협회(assossiation)의 규칙을 따르는 축구를 구분해 부르려는 말이었다.
FA의 새로운 규칙을 사용한 첫 경기는 원래 1864년 1월 2일 배터시 파크에서 열릴 예정이었으나, FA의 회원들이 새해까지 기다리지 못 해 1863년 12월 19일 몬틀레이크에서 몰리스 반즈 팀과 그 이웃인 리치먼드 FC(협회의 회원이 아니었다)간의 시험 경기를 치렀다. 경기는 득점없이 무승부로 끝났다. 리치먼드 측은 새 규칙에 인상을 받지 못 했고, 이후 1871년의 럭비 풋볼 유니온의 결성에 도움을 준다. 배터시 파크에서의 경기는 일주일 뒤로 미루어졌고 첫 FA 규칙을 이용한 첫 시범경기는 1864년 1월 9일 토요일에 치러졌다. 상대하는 팀은 FA의 회장과 의장이 결정했고 당시에 잘 알려진 축구선수들이 다수 포함되었다.

## 재정
FA의 주 자산은 잉글랜드 축구 국가대표팀과 FA컵에 대한 소유권이다. 2004년 12월 31일로 끝난 연간총매상은 약 2억 600만 파운드였고, 그 중 1억 7600만 파운드는 방송과 스폰서 계약에서 나왔다. 다른 수입원으로는 잉글랜드의 국제 경기 입장료와 잉글랜드의 국제 경기 참가로 국제 축구 연맹과 유럽 축구 연맹으로부터 받는 보상, 그리고 잡다한 수입이 있다. FA는 또 웸블리 국제 경기장 유한회사를 통해 2006년에 개장한 웸블리 경기장을 소유하고 있다. FA는 ITV와 세탄타의 잉글랜드 국가대표와 FA 컵 경기 독점중계권을 계약해 2008년부터 2012년까지의 네 시즌 동안 4억 2500만 파운드를 확보하게 되었다. 이는 이전 계약보다 42% 증가한 것이고 2003년부터 2007년까지 해외 텔레비전 중계권으로 272% 오른 3900만 파운드를 받았다.
잉글랜드의 축구 클럽이 벌어들이는 수익은 독립된 사업으로 FA의 수입에 포함되지 않는다. 또한 FA는 매 해마다 다섯 개의 자선단체를 선정하여 재정적 지원을 하고 있다.

## 대회들
FA는 여러 대회를 운영하고 있다.
- FA컵
- FA 트로피
- FA 베이스
- FA 여자컵
- FA 여자 내셔널리그컵
- FA 유스컵
- FA 선데이컵
- FA 카운티 유스컵
- FA 커뮤니티 실드
- FA 내셔널 리그 시스템 컵
- FA 풋살컵

## 같이 보기
- 잉글랜드 축구 리그 시스템
- 잉글랜드 축구 국가대표팀
- 잉글랜드 여자 축구 국가대표팀
- 1966년 FIFA 월드컵
- UEFA 유로 1996
- 영국 축구 협회
- 아마추어 축구 연합

#### 출판물
- Green, Geoffrey (1954) The history of the Football Association, Naldrett Press
- Butler, B. (1991). The official history of the Football Association, Queen Anne Press, ISBN 0-356-19145-1

#### 인터넷
1. ↑  “The Premier League and Other Football Bodies”. Premier League. 2006년 3월 18일에 원본 문서에서 보존된 문서. 2007년 5월 17일에 확인함.
2. ↑  “The Regional Structure”. 《FA.com 웹사이트》. 2007년 9월 19일에 확인함.
3. ↑  FA Annual Review 2005
4. ↑  New Deals Sweet for FA 보관됨 2008-02-22 - 웨이백 머신, football365.com, 2007년 10월 31일.
5. ↑  , 보관됨 2006-07-04 - 웨이백 머신